# تاریخ تمبر در ایران
کهن‌ترین تمبر رسمی ایران معروف به تمبر باقری در روزگار پادشاهی ناصرالدین شاه قاجار، در سال ۱۲۴۷ خورشیدی (برابر با ۱۸۶۸ میلادی) منتشر شده‌است. نقش این تمبر نشان رسمی دولت وقت ایران «شیر و خورشید» است که درون دایره‌ای قرار گرفته و در چهارگوشه آن بهای هر تمبر به فارسی درج شده‌است. پیش از آن گاهی از تمبرهای انگلیسی در ایران استفاده شده‌است.

## پیشینه

تمبرهای انگلیسی استفاده شده در ایران، تا پیش از ۱۲۴۷ خورشیدی

در زمان هخامنشیان، داریوش بزرگ، پادشاه بزرگ هخامنشی، چابک سوارانی تربیت کرده‌بود که نوشته‌های دولتی را به سرتاسر امپراطوری برسانند و از اخبار دورترین نقاط امپراطوری آگاه شوند. این چابک‌سواران از ایستگاهی به ایستگاه دیگر می‌رفتند تا به چاپار پس‌تر برسند. نوشتهٔ مشهوری از داریوش پزرگ به جا مانده‌است که در سردر ادارهٔ پست شهر نیویورک نیز نوشته‌شده‌است: «نه برف و باران و نه تاریکی شب نمی‌تواند پیک‌های تندرو را از حرکت بازدارند.»

## دوره‌بندی
تمبرهای ایران به چهار دورهٔ زمانی بخش می‌شوند:
- دورهٔ اول: از سال ۱۲۴۷ دوره قاجار (از ناصرالدین شاه تا احمد شاه)
- دورهٔ دوم: از سال ۱۳۰۴ (پهلوی اول، رضا شاه)
- دورهٔ سوم: از سال ۱۳۲۰ (پهلوی دوم، محمدرضا شاه)
- دورهٔ چهارم: از سال ۱۳۵۸ (جمهوری اسلامی ایران)

### قاجار
دولت قاجار در عصر امیرکبیر در راستای سایر اقدامات اصلاحی در زمینه های اقتصادی، اجتماعی و نظامی به پست و تعمیم آن نیز توجه داشت .صورت جدید پست در ایران از زمان قاجاریه به‌وجود آمد که با خدمات و اقدامات امیرکبیر صورت گرفت. شیوه اروپائی پست را از انحصار دولت‌ها خارج کرد و آن را در اختیار عموم مردم قرار داد..تشکیلات رسمی پست ایران به معنای واقعی از سال ۱۲۵۴ ه.ش به وسیله میرزاعلیخان و با همکاری گوستاو ریدرز مستشار اتریشی، تحت عنوان پستخانه ایران تأسیس و شروع به‌کار کرد. یکی از مهمترین رویدادها در تاریخ پست ایران تهیه و تدوین قانون پستی کشور است.مجموعه قوانین پست ایران در  ۴ مرداد ۱۲۹۴ ه.ش به تصویب مجلس شورای ملی رسید.پست در ایران تا پیش از سال 1258 به صورت «اداره» بود و تمامی امور پستی در آن زمان توسط همین اداره صورت می‌گرفت. در پی موفقیت‌های پست در انجام امور کشور، "ناصرالدین شاه قاجار" دستور تاسیس وزارت پست را صادر کرد.ایران در زمان ناصرالدین‌شاه قاجار تنها سه سال پس از تأسیس اتحادیه جهانی پست و با وجود کارشکنی‌های دولت‌های استعماری به عنوان یک دولت مستقل و قدرتمند آسیایی به عضویت این نهاد بین‌المللی درآمد و نخستین تمبر ایران نیز در حدود ۱۰ سال، پیش از عضویت ایران منتشر شد.اتحادیه جهانی پست، ۹ اکتبر ۱۸۷۴ میلادی در شهر «برن» سوئیس تاسیس شد. در سال ۱۹۶۹ میلادی این ‌روز توسط کنگره اتحادیه، روز جهانی پست نام‌گذاری شد. اتحادیه از نظر قدمت، دومین سازمان بین‌المللی در جهان است که در حال حاضر ۱۹۲ کشور عضو آن هستند. ایران نیز شهریور ۱۲۵۶ برابر با سپتامبر ۱۸۷۷ و در زمان ناصرالدین شاه قاجار به عضویت آن درآمد. پیش از عضویت ایران در اتحادیه، تمام نامه‌های پستی صادر شده ایران به سایر کشورها، علاوه بر الصاق تمبرهای پستی ایران، ۸ کوپک تمبر روسی نیز بر روی آنها چسبانده می‌شد و توسط فرستاده مخصوص، به دفتر تبادل پستی روسیه در جلفا منتقل و برای ارسال به خارج از کشور تحویل روس‌ها داده می‌شد.

#### نخستین تمبر ایران
در سال ۱۸۶۵ میلادی (۱۲۴۴ خورشیدی) ناصرالدین شاه قاجار پس از بازگشت از اروپا جمعی را برای ساخت و طراحی تمبر به فرانسه اعزام کرد تا با وزارت پست و تلگراف فرانسه مذاکره کنند.
نخست کلیشه‌هایی توسط شخصی به نام ریستر،(A.M.Riester) برای ساخت تمبر تهیه شد و حتی نمونه‌هایی نیز به چاپ رسید.
سپس آلبرت بار (Albert Barre) نمونهٔ دیگری تهیه کرد که آن را برای تأیید به ایران آورد که این طرح او تصویب شد و نمونه‌هایی از آن تمبر در چهار رنگ بنفش، سبز، آبی و قرمز به ترتیب به بهای ۱، ۲، ۴ و ۸ شاهی
چاپ شدند. طرح این تمبرها نشان رسمی دولت ایران که همان شیر و خورشید که درون دایره‌ای جا گرفته‌اند می‌باشد که گرداگرد آن با زنجیره‌ای با ۸۶ دانه مروارید پوشیده شده‌است و قیمت هر تمبر با حروف فارسی در چهار دایرهٔ کوچک در چهار گوشهٔ آن نوشته‌شده‌است. این نخستین مجموعه از تمبرهای ناصرالدین شاهی است.  

#### پس از ناصرالدین شاه
انتشار تمبر در دوره قاجار پس از تمبرهای ناصرالدین شاه قاجار از سال ۱۲۴۷ تا ۱۲۷۵، توسط مظفرالدین شاه قاجار از سال ۱۲۷۵ تا ۱۲۸۵ ، محمد علیشاه قاجار از سال ۱۲۸۵ تا ۱۲۸۸ و در نهایت احمدشاه قاجار از سال ۱۲۸۸ تا ۱۳۰۴ ادامه داشت.
پس از کشته شدن ناصرالدین شاه، در اوایل سلطنت مظفرالدین شاه، یک هیات بلژیکی برای اداره امور پست ایران استخدام شدند که ریاست آنان با نوز بود و این شخص تا انقلاب مشروطه ایران در خدمت دولت بود و از ریاست پست تهران به تدریج به مقام مدیریت کل پست ایران ارتقا یافت.پس از مظفرالدین شاه قاجار. جانشینش، محمدعلی‌شاه هم که دوره پادشاهی‌اش تنها دو سال بود، چاپ تمبرهایی 50 قَرانی را به هلندی‌ها سفارش داد. .احمدشاه، واپسین شاه قاجار هم تمبرهایی چاپ کرد. نخستین آن‌ها به نام «تمبرهای تاج‌گذاری» آوازه پیدا کرده‌اند و تصویر شاه 12 ساله را نشان می‌دهند. این تمبرها که در هلند چاپ شده بود، چند ماه پس از تاج‌گذاری شاه به تهران رسید. تمبرهای دیگر احمدشاه که بر روی یکی از آن‌ها نشان فروهر و بر روی بسیاری دیگر تصویری از تخت‌جمشید دیده می‌شد و بسیار زیبا بودند.

### پهلوی اول از سال ۱۳۰۴
منسوخ شدن تمبر روسی از مرسولات پستی ایران و جایگزین شدن تمبر ایرانی و همچنین به رسمیت شناخته شدن نظام پستی و تمبر ایرانی در جهان، از نخستین نشانه‌های استقلال در گام‌های اولیه خود بود. با به رسمیت شناخته شدن و گسترش تمبر، روند رو به پیشرفت اقتصادی آن نیز ادامه یافت، تا آنجا که در دوره پهلوی اول قوت گرفت. در دوره پهلوی، تمبرهای فراوانی با موضوعات نقوش معماری باستانی ایرانی و تصاویر شاهان هخامنشی و ساسانی، اعلام تغییر نام پرشیا به ایران، ورزش‌های باستانی و بزرگداشت مفاخر و مشاهیر ایرانی به چاپ رسیدند؛ اما بارزترین ویژگی تمبرهای این دوره، اختصاص داشتن آن‌ها به تصاویر شاه و خانواده سلطنتی او بود.روایت برآمدن و برافتادن یک سلسله را از زبان تمبرهای روزگار پهلوی می‌توان شنید؛ حتی پیشتر از آن حکایت برآمدن رضاخان را از قزاقی به سردارسپه و داعیه‌داری برای جمهوری و سرانجام، پادشاهی. تمبرها حکایت دگرگونی روزگار را از چند شاهی و دینار به قران و تومان، مو به‌مو از بَرَند. نقش تمبرهای ایران در دوره پهلوی، عبارت «دولت شاهنشاهی ایران» بود.در زمان پهلوی یکم نزدیک به 300 تمبر چاپ شد، در آن روزگار رادیو تلویزیون وجود نداشت و تمبرها ابزاری بود که می‌توانستند اندیشه‌های سیاسی خود را به در خانه‌های مردم ببرند. یکی از اندیشه‌های دوران پهلوی یکم، نشان دادن کلاه پهلوی به مردم بود زیرا همه روزنامه نمی‌خواندند ولی تمبر را همه می‌دیدند و به‌کار می‌بردند.

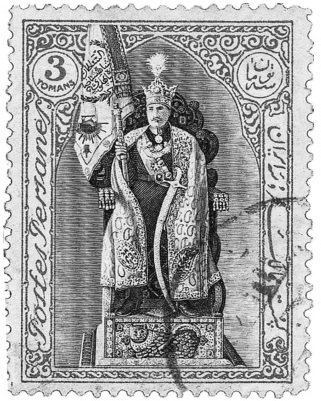
تمبر یادبود تاجگذاری رضاشاه

### پهلوی دوم از سال ۱۳۲۰[۲۲]
پهلوی دوم کوشش کرد نگرشی نو تر داشته باشد و بازنگری بر دیدگاه‌های گذشته را داشته‌باشد بنابراین به بازتاب نگاره بناهایی با معماری ایرانی ـ اسلامی، میراث‌فرهنگی، مردم‌نگاری، نام‌آوران، هنری، طبیعت و … روی تمبرها پرداخت و نزدیک به 900 تمبر به چاپ شد.
محمدرضا شاه پهلوی با وجود بی‌نظمی در ده‌ سال اول حکومت او، تمبرها منعکس کننده درگیری‌های داخلی و خارجی جاری هستند، همچنین مجموعه های یادبودی برای تجلیل از سهم ایران در جنگ جهانی دوم ، دومین سالگرد ملی شدن صنعت نفت ایران ، ازدواج شاه با ثریا اسفندیاری نیز منتشر شد.

### جمهوری اسلامی ایران از سال ۱۳۵۸ تاکنون
اولین تمبر پس از پیروزی انقلاب اسلامی ایران در اسفند ۱۳۵۷ با عنوان بهار آزادی خلق شد و به‌دنبال پیروزی انقلاب، محتوای تمبرها هم رنگ و بوی انقلابی گرفت.پس از انقلاب به جای تمبرهای ویژه جشن‌های 2500 ساله یا تاجگذاری، تمبرهایی به مناسبت اعیاد و مناسبت‌های مذهبی چاپ شد. تمبرهای ویژه هفته وحدت نیز به منظور همبستگی میان مذاهب اسلامی بارها به چاپ رسید. حمایت از جنبش‌های اسلامی دیگر کشورها، همچون انتفاضه فلسطین و قیام مردم افغانستان در این میان جایگاه خاصی دارد.نخستین تمبری که به مناسبت سالروز پیروزی انقلاب اسلامی به مبلغ اسمی ۵ریال توسط شرکت پست جمهوری اسلامی ایران در فروردین ۱۳۵۸ منتشر شده است، تمبرهایی با آیات قرآنی، شعارها و عبارت‌هایی همچون «انا فتحنا لک فتحا مبینا» و...، تصویرهایی از حضور رزمندگان در دوران دفاع مقدس در جبهه، بازگشت امام خمینی(ره) به وطن در سال ۱۳۵۷. بر تمبرهای پس از انقلاب، موضوع شهادت، به صورت گوناگون تصویر شده است؛ از جمله تمبرهای بزرگداشت پیشگامان انقلاب اسلامی و شهدای جنگ تحمیلی و شهیدان نهضت‌های اسلامی سایر کشورها. جنگ تحمیلی و پیامدهای آن نیز موضوع بسیاری از تمبرهاست. برخی از این تمبرها رویدادهای مهم جنگ را بازگو می کند.در 22 سال گذشته 58 قطعه تمبر از  بنيانگذار جمهوري اسلامي ايران توسط شركت پست جمهوري اسلامي ايران منتشر شده است.

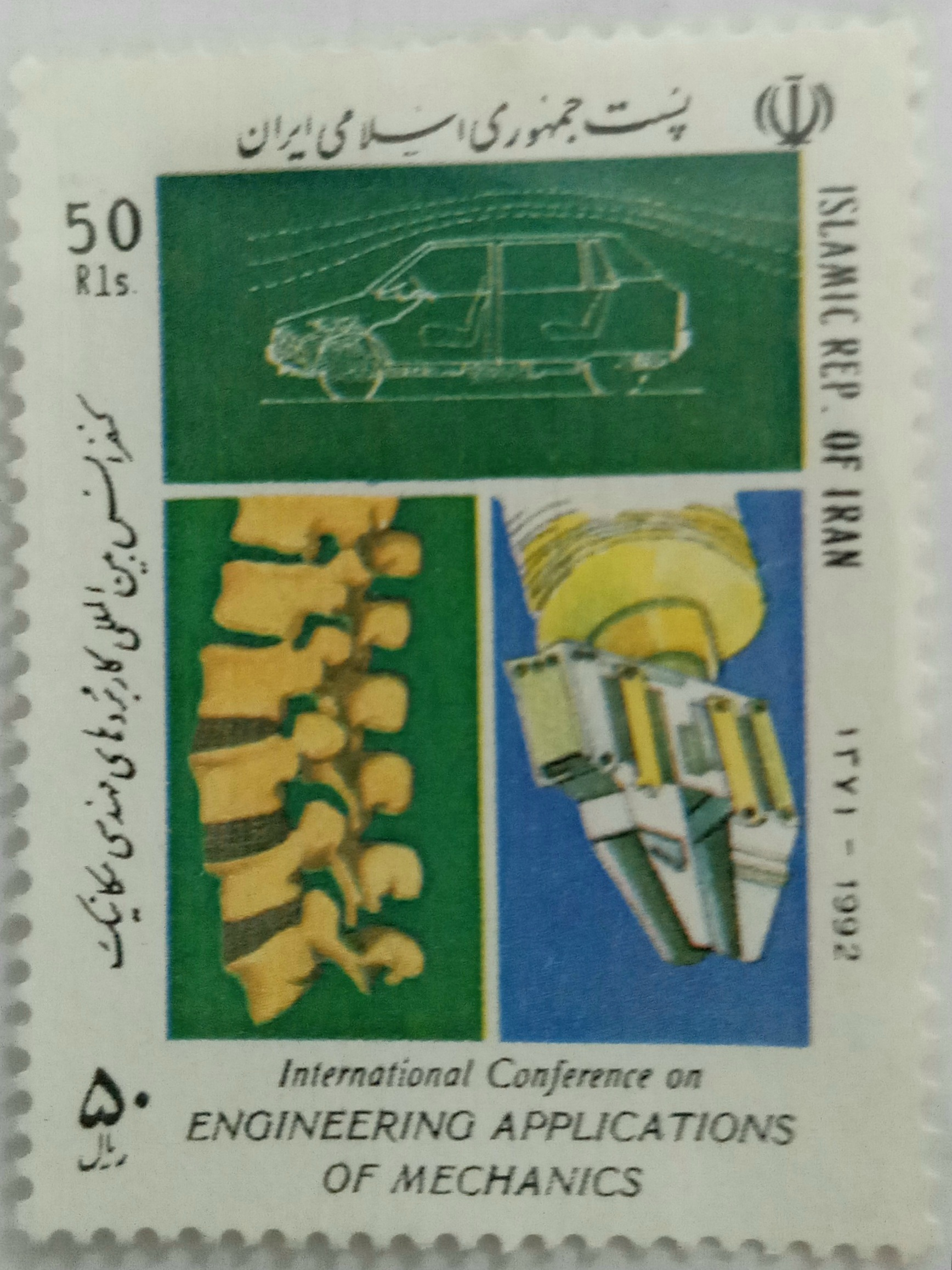
تمبر مربوط به دوره جمهوری اسلامی

## طراحان تمبر
از طراحان تمبر ایران میتوان به محمد مهروان نگارگر بزرگ و چهره ماندگار هنر ایران که از دهه چهل به ساخت تمبر های ایران پرداخته اشاره کرد.